# Prank Patrol
Prank Patrol è un programma televisivo australiano nel quale il conduttore aiuta dei ragazzini a fare scherzi ai propri amici.
È la versione australiana dell'omonima serie canadese. Nel doppiaggio italiano a commentare lo show sono i Pali e Dispari. In Italia è andata in onda sull'emittente televisiva Rai Gulp, mentre in Australia sul canale ABC3.

## Format
Un ragazzo decide su chi fare uno scherzo, dopodiché Scott arriva con i Ninja al volante ed organizzano lo scherzo, solitamente aiutati da qualche persona esperta nel campo degli effetti speciali. Dopo aver preparato tutto, arriva "il giorno del giudizio", ovvero il giorno in cui viene effettuato lo scherzo.
Le fasi di preparazione dello scherzo principale si alternano con degli sketch aventi protagonisti i Ninja.

## Puntate
| Stagione         | Puntate | Prima TV Australia | Prima TV Italia |
| ---------------- | ------- | ------------------ | --------------- |
| Prima stagione   | 26      | 2009               | 2012            |
| Seconda stagione | 39      | 2011               | 2012            |
| Terza stagione   | 21      | 2013               | 2013            |